# 郝應宿
郝應宿（1813年—？），山西省代州（今代縣）人。清朝政治人物，進士出身。

## 生平
郝應宿生於嘉慶十八年（1813年）癸酉，為道光十七年（1837年）丁酉科拔貢，道光二十四年（1844年）考中甲辰科舉人，道光二十七年（1847年）考中張之萬榜二甲進士，任吏部考功司主事。